# Домантас Сабоніс
Домантас Сабоніс (нар. 3 травня 1996, Портленд) — литовський професійний баскетболіст, центровий команди НБА «Сакраменто Кінгс» та збірної Литви. На драфті НБА 2016 року під 11 м номером його обрав клуб «Орландо Меджик». 
Батько Домантаса — Арвідас Сабоніс, відомий у минулому литовський баскетболіст.

## Національна збірна
- Віце-чемпіон Європи з баскетболу 2015 року у складі збірної Литви.